# Axcil Jefferies

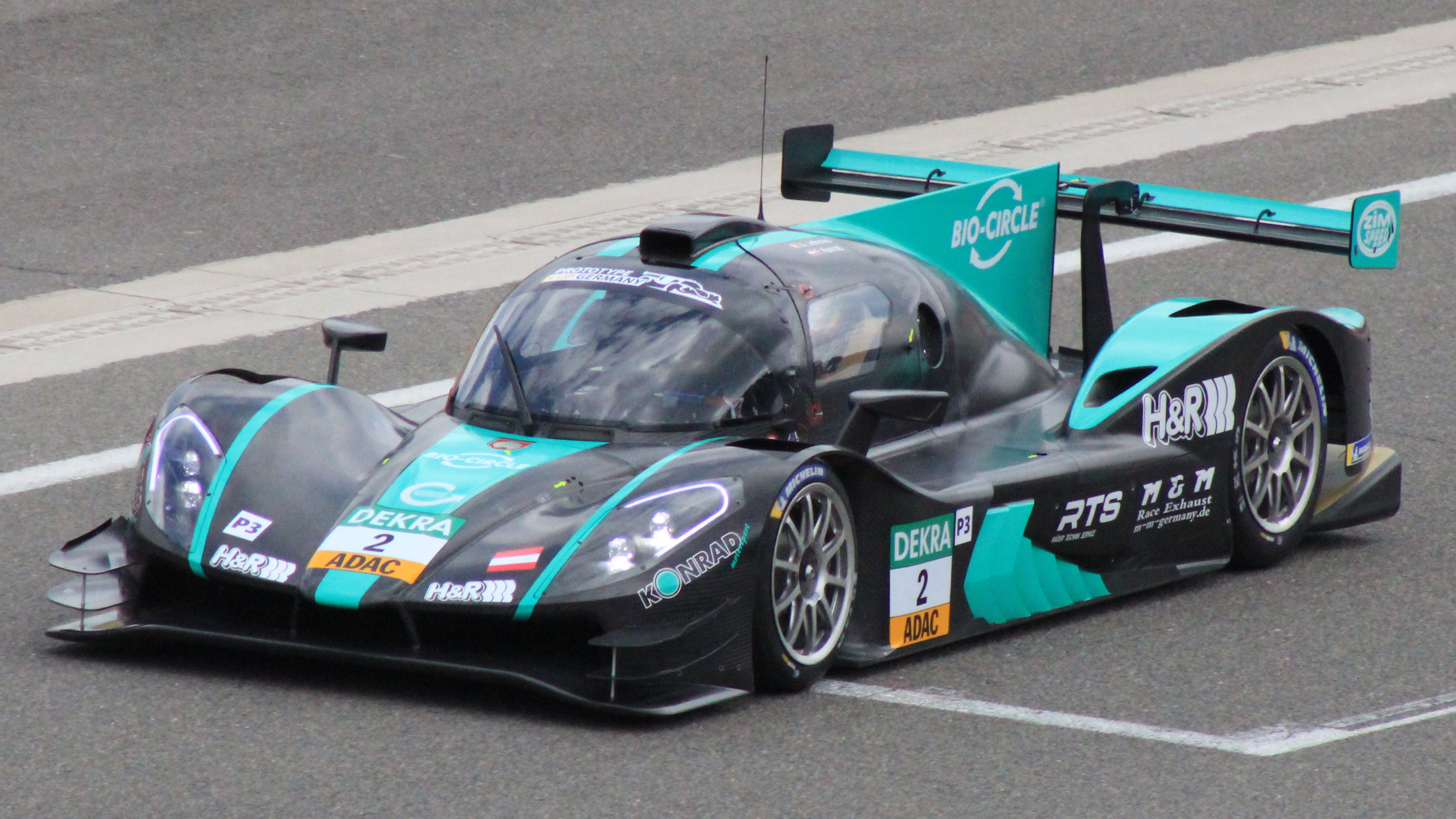
Axcil Jefferies im Ginetta G61-LT-P3 2022

Axcil Jefferies (* 15. April 1994 in Slough, England, Vereinigtes Königreich) ist ein simbabwischer Automobilrennfahrer.

## Karriere
Jefferies begann seine Motorsportkarriere im Alter von sechs Jahren im Kartsport, in dem er bis 2008 aktiv war. 2009 wechselte Jefferies im Alter von 14 Jahren in den Formelsport und trat in der pazifischen Formel BMW für Eurasia Motorsport an. Er gewann zwei Rennen und wurde Dritter in der Meisterschaft. 2010 begann er die Saison in der pazifischen Formel BMW für Motaworld Racing, verlor sein Cockpit aber nach dem zweiten Rennwochenende. Jefferies hatte in dieser Zeit Budget-Probleme.
2012 erhielt Jefferies ein Cockpit in der Formel 2. Obwohl er zunächst auf der Starterliste stand, meldete er sich nicht zum ersten Rennwochenende. Er stieg erst zur dritten Veranstaltung in die Serie ein. Er erzielte regelmäßig Punkte und wurde Zwölfter in der Fahrerwertung. 2013 war Jefferies ohne festes Cockpit. Er nahm an zwei Rennen der nordamerikanischen Indy Lights teil. Dabei startete er für JMM/BHA with Curb-Agajanian. Ein fünfter Platz war sein bestes Ergebnis.
2014 trat Jefferies beim Saisonauftakt der GP2-Serie für Trident Racing an. Anschließend verlor er sein Cockpit. Jefferies nahm 2014 erneut an zwei Indy-Lights-Rennen teil. Diesmal startete er für Belardi Auto Racing. Ein vierter Platz war sein bestes Ergebnis.

## Statistik

### Karrierestationen
| - 2001–2008: Kartsport - 2009: Pazifische Formel BMW (Platz 3) - 2010: Pazifische Formel BMW (Platz 15) | - 2012: Formel 2 (Platz 12) - 2013: Indy Lights (Platz 11) - 2014: GP2-Serie (Platz 34) | - 2014: Indy Lights (Platz 14) |

### Einzelergebnisse in der GP2-Serie
| Jahr | Team           | 1   | 2   | 3   | 4   | 5   | 6   | 7   | 8   | 9   | 10  | 11  | 12  | 13  | 14  | 15  | 16  | 17  | 18  | 19  | 20  | 21  | 22  | Punkte | Rang |
| ---- | -------------- | --- | --- | --- | --- | --- | --- | --- | --- | --- | --- | --- | --- | --- | --- | --- | --- | --- | --- | --- | --- | --- | --- | ------ | ---- |
| 2014 | Trident Racing | BRN | BRN | ESP | ESP | MON | MON | AUT | AUT | GBR | GBR | GER | GER | HUN | HUN | BEL | BEL | ITA | ITA | RUS | RUS | UAE | UAE | 0      | 34.  |
| 2014 | Trident Racing | DNF | 21  |     |     |     |     |     |     |     |     |     |     |     |     |     |     |     |     |     |     |     |     | 0      | 34.  |

### Einzelergebnisse in der FIA-Langstrecken-Weltmeisterschaft
| Saison | Team                | Rennwagen                | 1   | 2   | 3   | 4   | 5   | 6   | 7   |
| ------ | ------------------- | ------------------------ | --- | --- | --- | --- | --- | --- | --- |
| 2021   | Proton Racing       | Porsche 911 RSR          | SPA | POR | MON | LEM | BAH | BAH |     |
| 2021   | Proton Racing       | Porsche 911 RSR          |     |     | DNF |     |     |     |     |
| 2023   | Aston Martin Racing | Aston Martin Vantage AMR | SEB | POR | SPA | LEM | MON | FUJ | BAH |
| 2023   | Aston Martin Racing | Aston Martin Vantage AMR | 28  | 33  |     |     |     |     |     |